# Макензи Зиглър
Макензи Зиглър (на английски: Mackenzie Frances Ziegler; родена на 4 юни 2004 г.) е американска танцьорка, певица, актриса и модел. Изявява се в продължение на шест години в танцовите предавания на Lifetime. Макензи е по-малката сестра на танцьорката и актрисата Мади Зиглър.
Музикалната кариера на Зиглър започва с албума Mack Z. от 2014 г. През 2018 г. издава втория си албум, Phases. Макензи се присъединява към певицата Джони Орландо за съвместни концертни турнета в Северна Америка и Европа. Издава и няколко други изпълнения с нея, както и няколко самостоятелни издания. През 2017 и 2018 г. Зиглър пътува в Австралия и Нова Зеландия на танцови турнета заедно със сестра си.
Като модел работи за модната компания Polo Ralph Lauren и много други.
Освен в Dance Moms, взима участие и в други телевизионни програми, включително в ситкома Nicky, Ricky, Dicky & Dawn (2015 и 2017). През 2018 г. играе в първите два сезона на драматичния тийнеджърски сериал Total Eclipse.
Към януари 2019 г. профилите ѝ в социалните мрежи достигат повече от 12 милиона последователи в Instagram, 10 милиона почитатели в Musical.ly, 3 милиона абонати в YouTube и един милион последователи в Twitter.

## Телевизионни участия
| Година      | Заглавие                                                | Роля                |
| ----------- | ------------------------------------------------------- | ------------------- |
| 2011 – 2016 | Танцуващи майки                                         | Себе си             |
| 2011        | Танцуващи майки: най-скандалните моменти                | Себе си             |
| 2011        | Днешното шоу                                            | Себе си/ Изпълнител |
| 2012        | Nightline                                               | Изпълнител          |
| 2013        | Конкурс за най-добър танц на Аби                        | Себе си/ Изпълнител |
| 2013        | Коледни специални танци                                 | Себе си/ Изпълнител |
| 2014        | Днешното шоу                                            | Себе си/ Певица     |
| 2014        | Спасяването на студиото на Аби                          | Себе си/ Изпълнител |
| 2014        | Добър ден в Ню Йорк                                     | Себе си/ Изпълнител |
| 2015        | Парти за танцуващи майки                                | Себе си             |
| 2015        | Днешното шоу                                            | Себе си/ Изпълнител |
| 2015        | Ники, Рики, Дики и Даун                                 | Лили                |
| 2015        | Гледката                                                | Себе си/ Изпълнител |
| 2016        | Танцуващи майки: Пътеводителят на момичетата към живота | Себе си             |
| 2016        | Значи си мислиш, че можеш да танцуваш                   | Себе си             |
| 2016        | Тийнейджъри искат да знаят                              | Себе си             |
| 2017        | Ники, Рики, Дики и Даун                                 | Лили                |
| 2018        | Пълно затъмнение                                        | Каси                |
| 2018        | Танц със звездите                                       | Себе си/ Певица     |
| 2018        | Танц със звездите: тийнейджъри                          | Себе си             |
| 2018        | Спектакъл за празника на Брат                           | Каси                |